# Louis Gougaud
Louis Gougaud (Malestroit, 1877 – 1941) è stato uno storico delle religioni francese.
Benedettino, fu grande studioso del cristianesimo presso i Celti. È ricordato per le opere I Cristiani celtici (1911), Eremiti e reclusi (1928), ecc.